# Altötting
Altötting er administrationsby i Landkreis Altötting i Regierungsbezirk Oberbayern og ligger cirka 90 kilometer øst for München. Byen er også en kendt valfartsby, som fik besøg af paven i 2006.

## Geografi
Byen ligger ved floden Mörnbach på en udstrakt grusslette, der gennem årtusinder er skyllet ud fra Inngletscheren. Tre kilometer mod nord løber floden Inn, og to kilometer mod syd de store stenbakker Kastler Höhen.

### Pavebesøg
Valfartsbyen Altötting har haft besøg af paverne Pius VI. i 1782 og Johannes Paul II. i 1980 . Pave Benedikt XVI., der er født kun 11 km væk i byen Marktl , besøgte byen 11. September 2006.